# Колю Фичето
Никола Иванов Фичев, известен като Кольо Фичето и наричан Уста̀ Колю Фичето (през турското „уста“ от персийското „остад“ – майстор, учител, професор), е български възрожденски строител, архитект и скулптор.

## Биография
Роден е в град Дряново през 1800 г. Останал сирак без баща на 3 г.
Едва 5-годишен започва да учи занаят при тревненските майстори дюлгери. На 14-годишна възраст се учи при майстори от западнобългарската строителна школа от град Корча как се дяла камъкът, а след това усвоява строежа на църкви, камбанарии и мостове от брациговските майстори. Още млад, 23-годишен, той е вече калфа, а на 36 г. е общопризнат за майстор от целия дюлгерски еснаф.
През периода 1837-1840 г. Колю Фичето работи с брациговци в Тракия, Одрин и Истанбул и овладява архитектурните възрожденски похвати и бароковия стил, проникнал от Италия и Далмация.
Майсторът се връща отново в Търново и през 50-те и 60-те години на ХІХ век строи едни от най-хубавите си сгради и църкви там: Къщата с маймунката (1848), Ханът на Хаджи Минчо Цачев (1850), Ханът на Хаджи Николи (1858), Църквата “Св. Спас” (1859), църквата „Св. св. Кирил и Методий” (1861), камбанариите на Преображенския (1861) и на Плаковския манастир (1865) и др. В периода 1865-1867 строи уникалната църква „Св. Троица” в Свищов – изключителен образец на българското възраждане. В Дряново Колю Фичето строи църквата “Св.Никола” (1852), Попикономовата къща (1858) и мостът на Боюв яз (1861).
Около 1856 г. Колю Фичето се запознава с Мидхат паша и става негов съветник по строителните и архитектурни въпроси. През 1865–1867 г. изгражда моста над р. Янтра при Бяла, след като е предпочетен пред дипломирания инженер чужденец. Мостът на Бяла по това време е едно от най-красивите и монументални съоръжения на Балканите по оценката на Феликс Каниц. За него Колю Фичето получава ордена “Меджидие”, 50 х. гроша и парцел в Търново.
През 70-те години на XIX век, въпреки напредналата си възраст Колю Фичето проектира и строи едни от най-мащабните си проекти – Конака във Велико Търново (1873-1874) и Покрития мост в Ловеч (1872-1874).
Като майстор и архитект Никола Фичев се отличава с изящните си леки конструкции и елементи с тъй наречената „фичевска кобилица”. В сградите си въвежда барокови черти и собствен стил – колонки, еркери и каменни релефи с народна символика: нимфи, грифони, лъвове, орли и други фигури с възрожденската знаковост. Със своя монументален стил и извисеност на храмовете и камбанариите изразява порива на българите към свобода, независимост и духовен напредък.
След Освобождението Никола Фичев е назначен за градски архитект в Търново и извършва строителни експертизи и надзор.
Знаел е отлично турски език, говорил е добре гръцки и румънски език.
Почива през 1881 г. в Търново, където днес в парк „Дружба“ се намира гробът му. Оригиналният кръст е в окръжния исторически музей „Конака“. Българският генерал Иван Фичев му е внук.

## Памет
На Колю Фичето е наречена улица в квартал „Красна поляна 3“ в София (Карта).
Името на Никола Фичев носи морският нос Колю Фичето в Антарктика.
Ликът му е изобразен на банкнотата от 2000 лева (емисия 1996 година, в обращение до 1999 г.).

## Известни постройки
- Беленски мост над река Янтра край град Бяла (1865 – 1867)
- Църква „Света Троица“ в Свищов (1867)
- Икономовата къща в Дряново (1859)
- Камбанарията в Пчелище
- Мост над река Росица, Севлиево
- Мост над Дряновска река, Дряново (1861)
- Църквата „Св. Никола“, Дряново (1849 – 1851)
- Църква „Св. Преображение Господне“, Преображенски манастир край В. Търново
- Църква „Св. пророк Илия“, Плаковски манастир
- Църква „Св. Никола“, Горна Оряховица,съборена от земетресението 1913г.
- Църква „Св. Димитър“ в Килифаревски манастир (1840 – 1841/2)
- Чешма в двора на Соколски манастир.
- Църква „Св. св. Кирил и Методий“ („Св. Атанас“), В. Търново
- Църква „Св. Никола“, В. Търново, на нея майстора получава своя колан.
- Църква „Св. Богородица“, В. Търново
- Къщата с маймунката на Никола Коюв, В. Търново, реставрирана от НИПК.
- Сградата (изгоряла и възстановена) на бившия конак, Велико Търново, сега музей „Народно събрание“.
- Църква „Св. Марина“, В. Търново
- Църква „Св. Димитър“, Лясковец
- Църква „Св. Богородица“, с. Присово
- Ханът на хаджи Николи Минчоолу, В. Търново
- Фабриката за коприна на Стефан Карагьозов, В. Търново
- Църква „Света Троица“ в Патриаршеския манастир край В. Търново (от 1847 до 1913 г.)
- Покритият мост в Ловеч над река Осъм (1872 – 1874, оригинален до 1925 г.)
- Църква „Св. св. Константин и Елена“, В. Търново
- Църква „Св. Спас“, В. Търново

## Галерия
- Беленският мост над река Янтра
- Камбанарията в Пчелище
- Църквата „Св. Никола“ в Дряново
- Църквата „Свети пророк Илия“, Плаковски манастир
- Църквата „Св. Никола“ в Горна Оряховица е съборена от земетресението 1913г. на снимката е възстановената църква!
- Чешмата в двора на Соколския манастир.
- Икономовата къща в Дряново
- Камбанарията към църквата „Св. Никола“, Велико Търново
- Църквата „Св. Богородица“, В. Търново е нова, старата на майстора е съборена от земетресението 1913г.
- Къщата с маймунката, В. Търново
- Сградата на бившия конак, В. Търново
- Ханът на хаджи Николи, В. Търново, само малка част от снимката е на хана!
- Оригиналният Покрит мост на Кольо Фичето в Ловеч преди 1925 г. Той е изгорял, новият мост не е оригинала.
- Църквата „Св. Преображение Господне“ и камбанарията с часовника в Преображенския манастир
- Църквата „Св. Димитър“ в Килифаревски манастир
- Църква „Св. св. Кирил и Методий“ („Св. Атанас“), В. Търново